# 이우식 (법조인)
이우식(李愚軾, 1901년 11월 26일 ~ 1985년 8월 13일)은 일제강점기부터 활동한 법조인으로 대한민국의 대법관을 지냈다.

## 생애
경상북도 칠곡군 출신이다. 경성법학전문학교를 졸업하고 1927년에 일본 고등문관시험에 합격하였다. 고문시험 합격 동기로는 같은 경성법전 출신의 조진만과 한격만이 있다.
고문시험 합격 후 평양부의 평양지방법원 검사국에서 사법관시보로 근무를 시작하였다. 이후 경성지방법원 예비판사를 거쳐 경성지방법원 인천지청, 전주지방법원, 경성지방법원 판사 등을 지냈다. 1930년 10월에 총독부 판사직에서 퇴임 하였고, 퇴임 후 변호사로 활동하였다.
태평양 전쟁 종전 후에 미군정에서 발탁되어 전주지방법원 법원장으로 임명되면서 판사로 복귀했다. 1948년에 전주지방검찰청이 전주지방법원의 좌익 혐의자에 대한 처벌이 가볍다면서 이우식에게 좌익 혐의가 있다고 고발한 일이 있다. 미군정은 이에 대해 진지하게 대응했다. 그러나 이 사건은 검찰, 경찰과 법원 간의 내부적인 알력이 표출된 것으로, 이우식에게는 좌익 혐의가 없다는 것이 중론이었다.
한국 전쟁 중인 1951년에 제1공화국의 대법관으로 발탁되어 재직했다. 대통령 직속 기구인 법전편찬위원회 위원도 역임하였다.
1985년 8월 13일 경북 칠곡군 자택에서 별세했다.
2008년 민족문제연구소가 친일인명사전에 수록하기 위해 정리한 친일인명사전 수록예정자 명단 사법 부문에 선정되었다.
하지만 1930년대 판사직에서 물러나 변호사로 활동 할 당시 전주 지역내의 항일 사건 등에 무료로 변호한 등의 사실이 확인되어 2009년 간행된 민족문제연구소의 친일인명사전에서는 이우식을 제외했다.